# Demonax sulinensis
Demonax sulinensis là một loài bọ cánh cứng trong họ Cerambycidae.